# Грінфілд (Нью-Йорк)
Грінфілд (англ. Greenfield) — місто (англ. town) в США, в окрузі Саратога штату Нью-Йорк. Населення — 8004 особи (2020).

## Демографія
Згідно з переписом 2010 року, у місті мешкало 7775 осіб у 3066 домогосподарствах у складі 2131 родини. Було 3445 помешкань
Расовий склад населення:
| - 97,0 % — білих - 0,7 % — чорних або афроамериканців - 0,3 % — азіатів - 0,1 % — корінних американців |

До двох чи більше рас належало 1,6 %. Частка іспаномовних становила 1,8 % від усіх жителів.
За віковим діапазоном населення розподілялося таким чином: 23,4 % — особи молодші 18 років, 64,1 % — особи у віці 18—64 років, 12,5 % — особи у віці 65 років та старші. Медіана віку мешканця становила 41,5 року. На 100 осіб жіночої статі у місті припадало 98,0 чоловіків;  на 100 жінок у віці від 18 років та старших — 96,4 чоловіків також старших 18 років.
Середній дохід на одне домашнє господарство  становив 88 947 доларів США (медіана — 74 806), а середній дохід на одну сім'ю — 98 101 долар (медіана — 83 788). Медіана доходів становила 68 071 долар для чоловіків та 45 759 доларів для жінок. За межею бідності перебувало 11,8 % осіб, у тому числі 20,0 % дітей у віці до 18 років та 7,4 % осіб у віці 65 років та старших.
Цивільне працевлаштоване населення становило 3646 осіб. Основні галузі зайнятості: освіта, охорона здоров'я та соціальна допомога — 25,9 %, роздрібна торгівля — 11,9 %, будівництво — 10,7 %, мистецтво, розваги та відпочинок — 9,7 %.